# Georg Maximilian Sterzinsky
Georg Maximilian Sterzinsky (Warlack, 9 de fevereiro de 1936 - Berlim, 30 de junho de 2011) foi um cardeal alemão e arcebispo de Berlim. Aos 24 de fevereiro de 2011 o Papa Bento XVI aceitou o seu pedido de renúncia por limite de idade ao governo da Arquidiocese de Berlim.

## Juventude
Sterzinsky nasceu em Warlack (anteriormente também Wurlacken, Warlaucken, agora Worławki, Condado de Olsztyn), Landkreis Heilsberg, na Prússia Oriental alemã. Ele perdeu sua mãe quando criança e sua família se refugiou na Turíngia, devido às expulsões após o fim da Segunda Guerra Mundial; sua terra natal, Vármia, está agora na Polônia.

## Padre e bispo
Sterzinsky foi ordenado sacerdote em 1960. Depois de servir como pároco por quinze anos, tornou-se Vigário Geral do Bispo de Erfurt em 1981. Em 1989, ele próprio foi nomeado Bispo de Berlim e, em 1994, tornou-se Arcebispo nessa época ver foi elevado à arquidiocese.

## Cardeal
Sterzinsky foi proclamado cardeal-sacerdote de S. Giuseppe all'Aurelio em 28 de junho de 1991. Ele foi um dos cardeais eleitores que participaram do conclave papal de 2005 que selecionou o Papa Bento XVI.
O Papa Bento XVI aceitou a aposentadoria do Cardeal Sterzinsky como Arcebispo Metropolitano da Arquidiocese Católica Romana de Berlim em 24 de fevereiro de 2011, por razões de idade (ele atingiu o limite de idade de 75 anos) e saúde.
Nenhum sucessor foi nomeado imediatamente para o Cardeal Sterzinsky após sua aposentadoria, então a Arquidiocese de Berlim era uma sede vacante na época. O bispo auxiliar Matthias Heinrich foi nomeado administrador apostólico até que um novo arcebispo fosse nomeado.
Em abril de 2011, o cardeal Sterzinsky foi transferido para uma clínica de reabilitação. Em maio de 2011, foi relatado que sua condição era muito grave depois que ele desenvolveu pneumonia e teve que ser trazido do centro de reabilitação de volta para o hospital. O cardeal Sterzinsky morreu em 30 de junho. O Papa Bento XVI enviou um telegrama de condolências ao Bispo Auxiliar Heinrich, expressando sua proximidade com o povo da Arquidiocese e elogiando os esforços de Sterzinsky em servir o povo de Berlim durante a queda do Muro de Berlim e a transição para uma Alemanha unida.
Em 2 de julho de 2011, dois dias após a morte do Cardeal, o Papa Bento XVI nomeou Rainer Maria Woelki como o novo Arcebispo Metropolitano de Berlim.

## Opinião
Em novembro de 2004, Sterzinsky criticou a noção de "casamento gay". Ele argumentou em um sermão que poderia ser necessário que os católicos protestassem e resistissem às leis do casamento gay "die dem Gesetz Gottes widersprechen" ("que são contraditórias às leis de Deus").